# Нью-Йоркский симфонический оркестр
Нью-Йоркский симфонический оркестр (англ. New York Symphony Orchestra, до 1903 г. Нью-Йоркское симфоническое общество, англ. New York Symphony Society) — американский симфонический оркестр, работавший в Нью-Йорке в 1878—1928 гг.
Был основан в 1878 году дирижёром Леопольдом Дамрошем под названием «Нью-Йоркское симфоническое общество». После смерти Леопольда Дамроша в 1885 году оркестр возглавил его сын Вальтер, который руководил коллективом до 1928 г., года слияния с Нью-Йоркским филармоническим оркестром.
Финансовую поддержку оркестру оказывал Эндрю Карнеги, для концертов оркестра был в первую очередь предназначен построенный в 1891 году Карнеги-холл. На протяжении полувека музыкальная жизнь Нью-Йорка вращалась вокруг соперничества двух коллективов, в котором на стороне Нью-Йоркского филармонического чаще оказывались симпатии критики, а на стороне Нью-Йоркского симфонического — более интересные и неожиданные программы. Помимо Дамрошей, с оркестром выступали такие дирижёры, как Феликс Вайнгартнер, Альберт Коутс, Владимир Гольшман, за пульт становились Венсан д’Энди и Морис Равель. Концертмейстерами оркестра были Дэвид Маннес, Адольф Бродский, Миша Мишаков, в нём играли также такие выдающиеся музыканты, как флейтист Жорж Баррер, кларнетист Марсель Табюто, виолончелист Антон Эккинг.
В 1917 г. оркестр осуществил первую запись, в 1923 г. впервые выступил по радио. В 1920 г. Нью-Йоркский симфонический стал первым американским оркестром, отправившимся на гастроли в Европу.
Среди важнейших премьер оркестра — Концерт № 3 для фортепиано с оркестром Сергея Рахманинова (1909), Симфония для органа с оркестром Аарона Копленда (1925), Концерт для фортепиано с оркестром Джорджа Гершвина (1925). Первым в Америке оркестр исполнил, в частности, скрипичный концерт (1889, солистка Мод Пауэлл) и Патетическую симфонию (1894) Чайковского.
В 1928 г. на волне Великой Депрессии произошло слияние двух ведущих оркестров Нью-Йорка.